# Getting down the germs
«Getting down the germs» es una canción del cantante estadounidense Gerard Way, publicada como sencillo el 15 de noviembre de 2018. Es el segundo sencillo de Way luego de su prolongada pausa tras la gira Hesitant Alien. La canción fue compuesta en  colaboración con Ray Toro. También participaron la flautista Sara Andon y el productor Doug McKean.

## Contexto
En una declaración, Way dijo: «Realmente había estado queriendo una canción que incluyera a la flauta de manera prominente por un buen tiempo. Se ubica allí perfectamente, como si hubiera sido hecha para hacerle una visita a la canción. Esta, completa, me recuerda a gérmenes gusanientos, ondulantes y retorcidos. Es una cosa muy calma que da una muestra de adónde podría estar dirigiéndome musicalmente».
En entrevista con Forbes, Way explicó: «Getting down the germs [en español, ‘Pasar los gérmenes’] significa pasar, o tragarse, las cosas difíciles de la vida; pero de una manera positiva: soportar lo malo y lo bueno. Encuentro interesante cómo una frase puede significar una cosa completamente distinta en el contexto de una canción».